# José María Pérez Orozco
José María Pérez Orozco (Montellano, Sevilla, 12 de abril de 1945-10 de marzo de 2016) fue catedrático de instituto de Lengua y Literatura nacido en Montellano.

## Actividad profesional
Fue profesor, escritor y ensayista. Dirigió en una ocasión la Bienal de Flamenco de Sevilla. También dirigió trabajos en televisión sobre el tema del español hablado en Andalucía. Hermano de Alfonso Eduardo Pérez Orozco, histórico en RTVE, Canal Sur y Radio Popular de Sevilla.
Presentó varios programas en Televisión Española en los años 70 y 80 sobre el flamenco, reeditados posteriormente, alrededor de 1985, si bien en los 70 ya estaba en Rito y Geografía del Cante Flamenco.

## Activismo
Licenciado en lengua moderna, fue un firme defensor del andaluz.
También desarrolló una importante labor sindical.
Ferviente defensor del andaluz y aficionado del Real Betis Balompié por partes iguales, comenzó a viralizarse su imagen a partir de una anécdota personal en la que fue explicado el origen y la singularidad de la palabra manque.

## Libros
- Poesía flamenca, lírica en andaluz (2008)[6]